# Universal Zulu Nation

Zulu Nation Logo

Die Universal Zulu Nation ist eine Organisation, die in den 1970er-Jahren von Afrika Bambaataa gegründet wurde. Sie spielte in den ersten Jahren des Hip Hops eine wichtige Rolle: Erstmals versuchten sich die künstlerisch Aktiven zu organisieren und so dem Gang-Wesen etwas entgegenzusetzen.

## Idee
Der New Yorker DJ Afrika Bambaataa kam bereits als Kind auf die Idee, eine Zulu Nation zu gründen. Anlass ist der Film Zulu mit Michael Caine, der die afrikanische Nation der Zulu durch Tapferkeit und Zusammenhalt als Helden darstellt, was in den 1960er-Jahren noch ungewöhnlich ist.
Ferner verbot die Zulu Nation Gewalt sowie den Drogenkonsum jeglicher Art. Wer in die Zulu Nation aufgenommen werden wollte, durfte z. B. nicht rauchen und nicht trinken. In den 1980ern schlossen sich viele Jugendliche aus der Hip-Hop-Szene der Organisation an. Der Gewaltverzicht machte sich hauptsächlich bei den BBoys (Breakdancern) bemerkbar, welche ihre Konflikte ausschließlich auf der Tanzfläche lösten.

## Umsetzung
Bis in die 1970er-Jahre hielt sich Afrika Bambaataa im Umfeld der Nation of Islam und der Street Gang Black Spades auf. Ein Todesfall eines Freundes bei einem Polizeieinsatz brachte ihn dazu, dieses zu überdenken und etwas Besseres auf die Beine zu stellen. Gemeinsam mit Weggefährten aus diesen Gruppen gründet er zunächst The Organisation, woraus wenig später The Universal Zulu Nation wurde. In der Anfangsphase setzte sich die Zulu Nation ausschließlich aus Breakern, den ersten Repräsentanten der DJs, zusammen, und auch die Posten der ersten Zulu-Anführer in den einzelnen US-Städten oder -Bundesstaaten wurden von Breakern besetzt.
Es ist eine Musik-, Sozialdienst- und Kunst-Organisation, die sich vorwiegend dem Hip-Hop widmet. Die Mitglieder der Zulu Nation glauben an Freiheit, Gerechtigkeit, Wissen, Weisheit und Verständnis.
Heute betätigen sich die Mitglieder zum Beispiel als DJs, Graffitikünstler, Rapper, Breakdancer, Organisatoren oder im Vertrieb ihrer Platten und ähnlichem. Weiterhin wirken sie an Diskussionsveranstaltungen, die sich mit den Zielen des Hip-Hops befassen, mit. So stehen sie direkt mit dieser Kultur in Verbindung.

## Chapter
Der Erfolg des Hip-Hops ab den 1980er-Jahren bewirkt, dass diese Organisation nach und nach ebenfalls weltweit bekannt wurde. So wurden nach dem Zentrum in der New Yorker Bronx in den verschiedensten Ländern der Welt Zweigstellen, sogenannte Chapter, eröffnet. Viele bekannte Hip-Hop-Persönlichkeiten sind Mitglieder. Afrika Bambaataa krönte 1985 den Heidelberger Rapper Torch zum „König“ des deutschen Chapters der Zulu Nation. Die ersten ostdeutschen Repräsentanten waren die Leipziger Automatic Freaszy Crew und die Wolgaster Zulu Boyz, welche 1994 zusammen mit der Rock Steady Crew und den Crazy Legs durch Amerika tourten.

### Chapter in europäischen Ländern
Neben den größeren europäischen Chapters in Deutschland, Belgien, Frankreich und Großbritannien finden sich auch Chapter in Dänemark, Finnland, Holland, Italien, Malta, Norwegen, Polen, Rumänien, Russland, Schweden, der Schweiz, Spanien, der Ukraine und noch einigen anderen Ländern. Geplant ist, weitere Chapters im Baltikum, Bosnien-Herzegowina, der Türkei und Tschechien zu gründen.

## Mitglieder
Einige der bekannteren Mitglieder der Zulu Nation sind oder waren:
| Amerika              | Tätigkeit                        | Musikalische Ausrichtung                                     |
| -------------------- | -------------------------------- | ------------------------------------------------------------ |
| Afrika Bambaataa     | Produzent, Rapper und DJ         | Hip-Hop, Soul, Funk, Elektro, Techno, Punk, Industrial u. a. |
| Afrika Islam         | Produzent und DJ                 | Elektrotechno                                                |
| A Tribe Called Quest | Band                             | Hip-Hop, Soul                                                |
| AUX 88               | Band                             | Elektro-Hip-Hop und Techno                                   |
| De La Soul           | Band                             | Hip-Hop, Soul                                                |
| Donald D             | Rapper                           | Hip-Hop                                                      |
| Flavor Flav          | Produzent, Rapper und DJ         | Hip-Hop, Soul, Funk, Punk, Industrial u. a.                  |
| Ice-T                | Produzent, Rapper und DJ         | Hip-Hop, Hardcore                                            |
| Immortal Technique   | Produzent, Rapper und DJ         | Hip-Hop u. a.                                                |
| Jungle Brothers      | Band                             | Hip-Hop, Soul                                                |
| KRS-ONE              | Produzent, Rapper, DJ und Writer | Hip-Hop, Soul                                                |
| Queen Latifah        | Produzentin, Rapperin und DJ     | Hip-Hop, Soul                                                |
| Rock Steady Crew     | Produzenten und Breakdance-Crew  | Hip-Hop, Elektrofunk                                         |

| Deutschland            | Tätigkeit                                    | Musikalische Ausrichtung                                         |
| ---------------------- | -------------------------------------------- | ---------------------------------------------------------------- |
| DJ André Langenfeld    | Journalist, Produzent und DJ                 | Hip-Hop, Soul, Funk, Elektro, Techno, House, Drum and Bass u. a. |
| Boulevard Bou          | Journalist, Produzent, Rapper und DJ         | Hip-Hop, Soul, Funk                                              |
| Cora E.                | Journalistin und Rapperin                    | Hip-Hop, Soul, Funk                                              |
| Einz                   | Journalist, Produzent, Rapper, DJ und Writer | Hip-Hop, Soul, Funk, Trip-Hop u. a.                              |
| Paul Pete              | Produzent und Rapper                         | Electro Funk, Soul, Hip-Hop u.a                                  |
| Jan Phillip Eißfeldt   | Journalist, Produzent, Rapper, DJ und Writer | Hip-Hop, Reggae, Pop                                             |
| Jack-One47             | Breakdancer, Rapper, DJ und Writer           | Hip-Hop u. a.                                                    |
| Marcus Staiger         | Journalist, Produzent und Rapper             | Hip-Hop u. a.                                                    |
| Maxim                  | Breakdancer, Beatboxer, Rapper und Writer    | Hip-Hop u. a.                                                    |
| Michael Bogdanis       | Produzent, Rapper und DJ                     | Hip-Hop u. a.                                                    |
| DJ MK One              | Produzent und DJ                             | Hip-Hop u. a.                                                    |
| Rick Ski               | Produzent, Rapper und DJ                     | Hip-Hop u. a.                                                    |
| Super TC Izlam         | Breakdancer, Rapper, DJ und Writer           | Hip-Hop u. a.                                                    |
| DJ Stylewarz           | Produzent und DJ                             | Hip-Hop u. a.                                                    |
| Toni-L                 | Produzent, Rapper und DJ                     | Hip-Hop, Soul, Funk                                              |
| Torch                  | Produzent, Rapper, DJ und Writer             | Hip-Hop, Soul, Funk, Drum and Bass u. a.                         |
| Volkmar Lange          | Produzent, Rapper und DJ                     | Hip-Hop u. a.                                                    |
| DJ WestBam             | Produzent und DJ                             | Hip-Hop, Elektrofunk, Elektrotechno u. a.                        |
| Zulu Boyz              | Breakdance-Crew                              | Hip-Hop, Elektrofunk                                             |
| Sven "Katmando" Christ | Journalist, Produzent, DJ und Writer         | Hip-Hop, Funk, Latin                                             |

| Belgien   | Tätigkeit                | Musikalische Ausrichtung |
| --------- | ------------------------ | ------------------------ |
| BRC       | Rap-Crew                 | Hip-Hop u. a.            |
| DJ Defi J | Produzent, Rapper und DJ | Hip-Hop u. a.            |

| Frankreich | Tätigkeit                | Musikalische Ausrichtung |
| ---------- | ------------------------ | ------------------------ |
| Mode2      | DJ und Writer            | Hip-Hop u. a.            |
| MC Solaar  | Produzent, Rapper und DJ | Hip-Hop, Soul, Funk      |

| Großbritannien  | Tätigkeit                        | Musikalische Ausrichtung  |
| --------------- | -------------------------------- | ------------------------- |
| Nana D          | Produzent, Rapper und DJ         | Hip-Hop, Soul, Funk u. a. |
| Dave Vetz       | Produzent, Rapper, DJ und Writer | Hip-Hop u. a.             |
| DJ Fingers      | Produzent und DJ                 | Hip-Hop, House, R&B       |
| DJ Snuff        | Produzent und DJ                 | Hip-Hop u. a.             |
| Eray Kaya       | Produzent, Rapper und DJ         | Hip-Hop u. a.             |
| Tony Spreadlove | Produzent und DJ                 | Hip-Hop u. a.             |

| Niederlande | Tätigkeit                           | Musikalische Ausrichtung |
| ----------- | ----------------------------------- | ------------------------ |
| Scorpio     | Produzent, Rapper und DJ und Writer | Hip-Hop u. a.            |

| Österreich | Tätigkeit                | Musikalische Ausrichtung |
| ---------- | ------------------------ | ------------------------ |
| DJ DSL     | Produzent, Rapper und DJ | Hip-Hop, Trip-Hop, u. a. |

| Schweden | Tätigkeit                        | Musikalische Ausrichtung              |
| -------- | -------------------------------- | ------------------------------------- |
| Promoe   | Produzent, Rapper, DJ und Writer | Hip-Hop, Reggae, Dancehall, Pop u. a. |